# Paul-Henri Mathieu
Paul-Henri Mathieu, född 12 januari 1982 i Strasbourg, är en fransk högerhänt professionell tennisspelare. Han blev professionell 1999 och avslutade karriären 2018, med en högsta ranking som tolva i april 2008.

## Karriär
Paul-Henri började spela tennis redan som treåring med sin äldre bror. Som femtonåring började han att spela för Nick Bollettieri på hans tennisskola Nick Bollettieri Tennis Academy i Bradenton i Florida. Där spelade han till år 2000, då han gjorde sin professionella debut i turneringen i Kitzbühel efter att ha vunnit juniorturneringen i Franska Öppna en månad tidigare. Hans stora genombrott kom två år senare efter två raka segrar i Moskva och Lyon. Han slutade året som nummer 36 på världsrankingen och belönades med ATP:s Newcomber of the Year. Han blev uttagen till att representera Frankrike i finalen i Davis Cup samma år, då han ledde med 2-0 i set men sedan förlorade i den avgörande singelmatchen mot Rysslands Michail Juzjnyj.   
Mathieu började 2003 som skadad och missade de första månaderna men när han var tillbaka gick han till final i Palermo. Säsongen blev dock inte lika framgångsrik som året innan. Skadeproblemen fortsatte under 2004, då han missade första halvan av säsongen på grund av en vristskada. Han var dock tillbaka på allvar 2005 där höjdpunkten blev semifinalplatsen i Montréal TMS där han besegrade dåvarande världsfemman Andy Roddick. Mathieu började 2006 med att nå fjärde omgången i Australian Open. Efter en bra vårsäsong rankades han som 32 i världen. I Franska Öppna mötte han i tredje omgången slutsegraren Rafael Nadal där han efter 4 timmar och 52 förlorade med 5-7, 6-4, 6-4, 6-4. I oktober 2006 började Mathieu samarbeta med den förre ATP-spelaren Tierry Champion som blev hans coach.
Efter en skadefylld inledning på säsongen 2007 vann Mathieu sin tredje ATP-titel när han segrade i Casablancas grusturnering.  En månad senare nådde han fjärde omgången i Wimbledonmästerskapen där han besegrade två topp-15 spelare (David Ferrer och Ivan Ljubicic). I Crédit Agricole Suisse Open Gstaad besegrade Mathieu italienaren Andreas Seppi i finalen och vann denna prestigefyllda titel.

## Spelaren och Personen
Mathieu är känd för sina tunga grundslag från båda sidor, även om hans toppade forehand är hans största vapen. Som ung inspirerades han av Boris Becker. Hans bror är tennistränare i Strasbourg.

## Världsranking (singel)
Siffrorna anger placering vid årets slut:

- 2018 – 914
- 2017 – 249
- 2016 – 73
- 2015 – 95
- 2014 – 96
- 2013 – 129
- 2012 – 58
- 2011 – 596
- 2010 – 97
- 2009 – 33
- 2008 – 31
- 2007 – 25
- 2006 – 55
- 2005 – 46
- 2004 – 123
- 2003 – 83
- 2002 – 36
- 2001 – 150
- 2000 – 275
- 1999 – 518

## ATP-titlar

### Singel
- Kremlin Cup 2002 (Matta)
- Grand Prix de Tennis de Lyon 2002 (Hardcourt)
- Grand Prix Hassan II 2007 (Grus)
- Crédit Agricole Suisse Open Gstaad 2007 (Grus)